# Batalla de Isandlwana
La batalla de Isandhlwana tuvo lugar el 22 de enero de 1879 en el contexto de la guerra anglo-zulú. Fue la primera gran batalla de la guerra entre el Imperio británico y el Reino zulú. Once días después de que los británicos comenzaran la invasión del territorio zulú en Sudáfrica, un ejército nativo formado por unos veinte mil soldados atacó a una columna del ejército británico compuesta por mil ochocientos hombres, algunos de ellos africanos y, quizás, cuatrocientos civiles. Los zulúes estaban armados principalmente con azagayas, lanzas de punta de hierro y escudos de piel de vaca, aunque también contaban con varios mosquetes y fusiles viejos. Las tropas británicas y coloniales iban armadas con modernos fusiles de retrocarga Martini-Henry, dos cañones de montaña de 76 mm y una batería de cohetes Hale. A pesar de la tremenda diferencia en tecnología militar, el gran número de soldados zulúes acabó derrotando a un contingente británico mal dirigido y desplegado, que sufrió 1300 muertos, entre ellos todos los que lucharon en primera línea de combate. El ejército zulú contabilizó alrededor de mil caídos.

## Historia

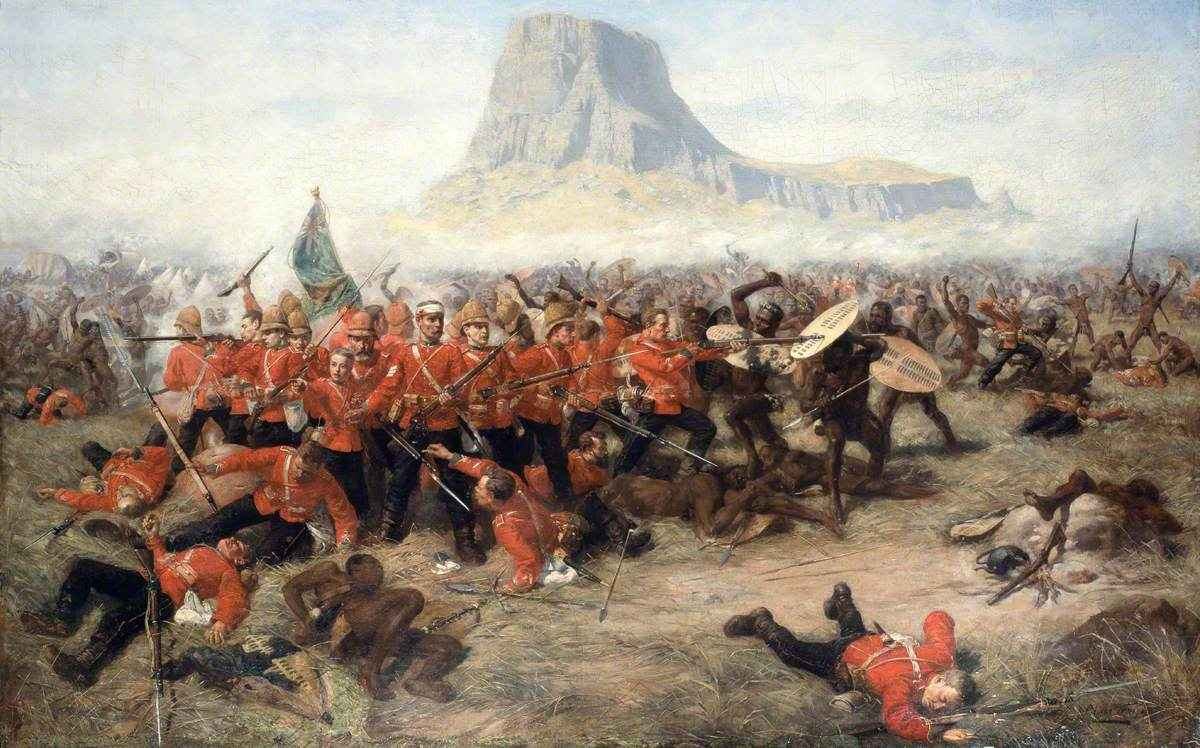
La batalla de Isandlwana, por Charles Edwin Fripp.

El 11 de diciembre de 1878 los británicos habían presentado un ultimátum a Cetshwayo, el rey zulú, demandándole que disolviera su imperio, cuando prácticamente ya se habían decidido a atacarlo. El ejército británico de dieciséis mil ochocientos hombres estaba compuesto de regimientos de caballería, infantería y del Cuerpo de Voluntarios de Natal, compuesto por africanos y bóeres. Las columnas de suministro estaban compuestas por seiscientos doce carromatos y ciento trece carros ligeros tirados por siete mil seiscientos veintiséis animales de tiro lo que causaba mucho retraso. Chelmsford trasladó sus tropas desde Pietermaritzburg, donde estaba instalado, hasta el campamento de Helpmekaar, cerca de Greytown.
El 9 de enero llegaron a Rorke's Drift, y en la mañana del 11 de enero, sin aguardar la respuesta al ultimátum, comenzaron a cruzar el río Buffalo, entrando en Zululandia. Los británicos acamparon en Isandlwana, un lugar en campo abierto, que no fortificaron, confiando en su armamento y organización superior, y aunque organizaron patrullas de reconocimiento que se encontraron con algunos zulúes, no fueron capaces de descubrir la magnitud de las tropas zulúes de las inmediaciones, que consistía en 35 impis (regimientos).
Chelmsford dividió su ejército y se dedicó a buscar a los zulúes. Dejó el 1.er batallón del 24.º Regimiento de infantería al cuidado del campamento bajo el mando de Henry Pulleine, un administrador sin experiencia bélica.
Mientras Chelmsford estaba en campo abierto buscando el ejército zulú y hostigado por pequeñas partidas zulúes que lo alejaron del campamento, el ejército zulú, compuesto por unos veintidós mil cuatrocientos hombres, atacó el campamento británico. En su táctica de los cuernos (un número reforzado de impas en el centro, con dos cuernos izquierdo y derecho con los soldados más jóvenes que creaban una gran bolsa cerrando la retirada del ejército) los mil trescientos soldados británicos y ochocientos nativos fueron totalmente superados, pese a su clara ventaja tecnológica con los fusiles y mosquetones (al igual que revólveres) frente a los ikwla (lanzas, llamadas así por el sonido que hacían al ser extraídas de los cuerpos de los enemigos) y los escudos de piel de vaca. Los zulúes no hicieron prisioneros y mataron a casi todos, tan solo cincuenta y cinco militares británicos y trescientos nativos consiguieron huir, atravesando el río Buffalo. Algunos de ellos se unirían al contingente de Rorke´s Drift librando a la noche siguiente el hecho que más Cruces Victoria ha otorgado. Después de la batalla, los zulúes, siguiendo su tradición, abrieron los cuerpos de los muertos para liberar los espíritus, teniendo especial vehemencia con los jóvenes tambores del ejército británico, creyendo que estaban poseídos. Solo un militar británico de los que perecieron fue perdonado por los zulúes al haber luchado este hasta la muerte, terminando la munición de su fusil y revólver encima de un carro y arremetiendo contra la masa zulú sable en mano.

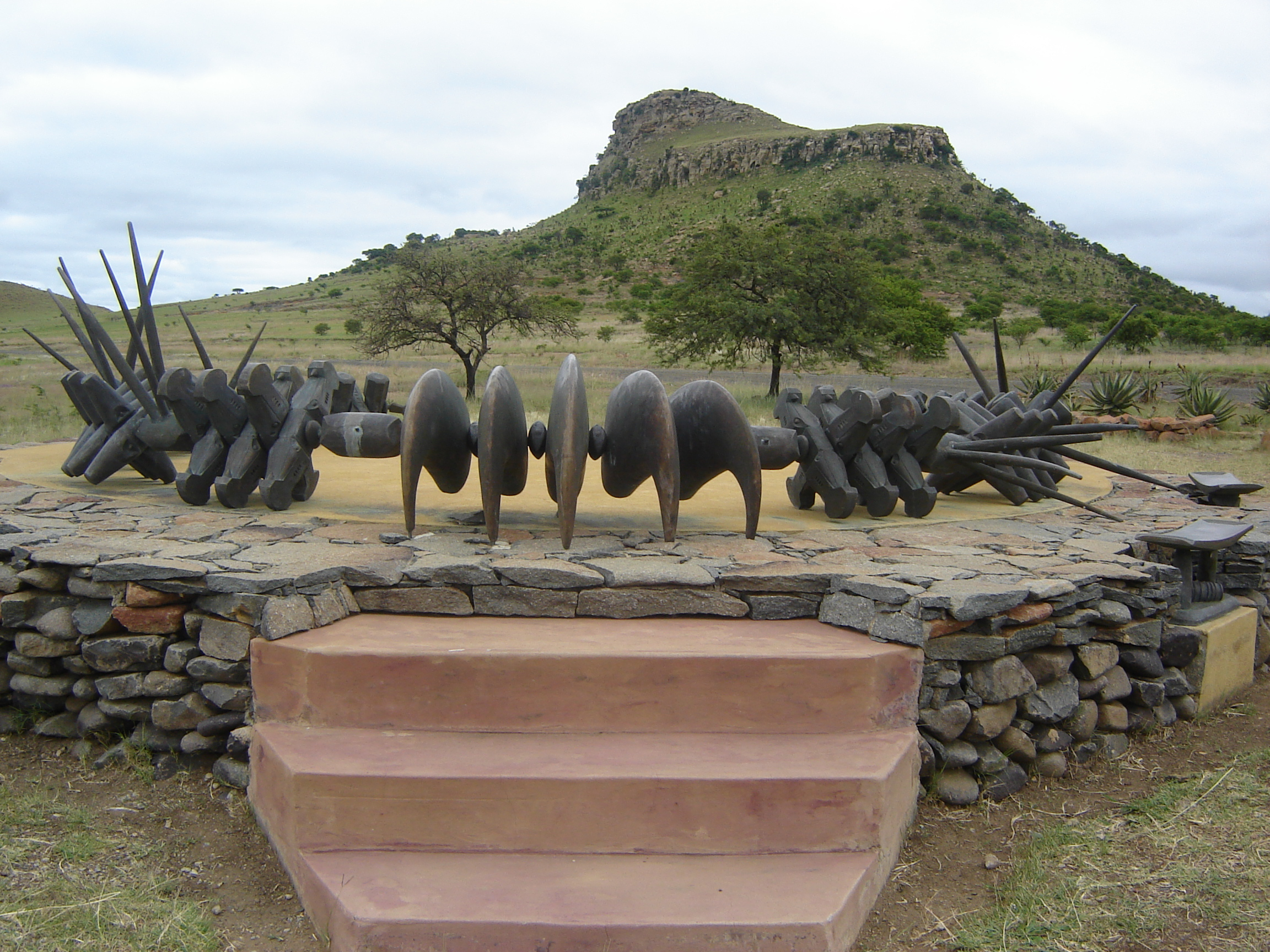
Monumento dedicado a los muertos zulúes.

Isandlwana fue la primera derrota de los británicos en África, una de las peores derrotas del ejército británico. Los zulúes perdieron mil hombres y otros dos mil resultaron heridos; y los ingleses sufrieron más de mil trescientos muertos, más doscientos heridos, quinientos prisioneros y trescientos huidos.

## Consecuencias
La batalla fue una victoria decisiva para los zulúes y significó la derrota de la primera invasión británica de su territorio. El Ejército Británico sufrió la mayor derrota contra una fuerza indígena armada con una tecnología militar muy inferior. Más tarde ese mismo día, y a tan solo 15 km de distancia, se libró la batalla de Rorke's Drift, en la que apenas ciento cincuenta soldados británicos defendieron con éxito una estación misionera del ataque de otros cuatro mil guerreros zulúes. 
Tras estos dos duros combates, el Reino Unido desplegó mayores fuerzas en la guerra anglo-zulú en una segunda invasión y además este enfrentamiento puso punto final a las esperanzas del rey zulú Cetshwayo de conseguir una paz negociada.
Para Chelmsford esta batalla significó su desgracia. Después de la guerra ya no le permitieron dirigir otra vez un ejército en una guerra.